# Andreas von Behn

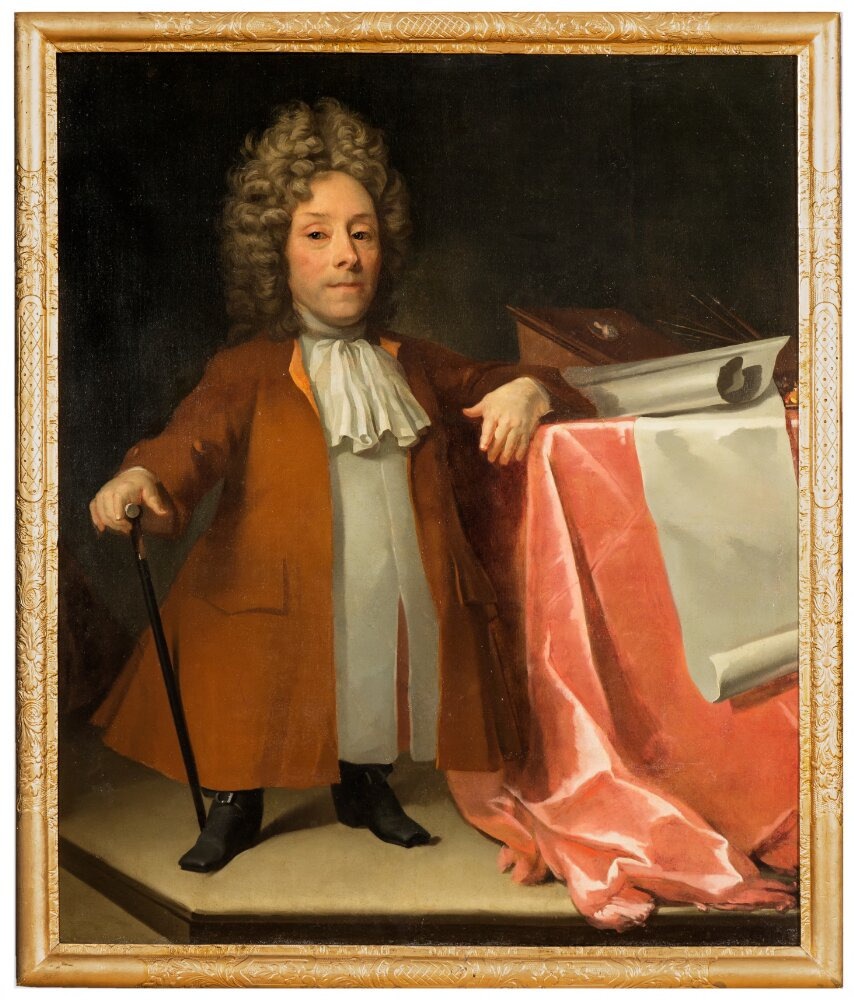
Andreas von Behn (ca. 1700). Tavla tillskriven David von Krafft (1655–1724)

Andreas von Behn, född 1650 i Kristianopel, Blekinge, (då ännu i Danmark)), död 1730, var en svensk miniatyrmålare och hovgunstling.

## Biografi
von Behn, som föddes i Kristianopel, var  kortvuxen. Han anställdes vid den svenska riksänkedrottningen Hedvig Eleonoras hov i en ställning "mitt emellan kammartjänare och barberare" och kallades ibland "dvärgen från Norge". Han var gunstling åt Hedvig Eleonora, och blev slutligen adlad. 
von Behn studerade i utlandet, främst i London, och kom därefter 1677 till Stockholm, och blev där elev till David Klöcker Ehrenstrahl. Han var kabinettmålare, bland annat verksam på Drottningholms slott. Han utförde ett flertal porträtt, bibliska kompositioner och allegorier i olja på koppar, oftast i litet format, samt miniatyrer i emalj. 
Han blev 1693 lärare i teckning för Karl XII och hovminiatyrist. 1710 erhöll han tillstånd att resa utomlands, och lämnade Sverige för en utlandsresa och fick av Hedvig Eleonora en reskassa på 400 daler silvermynt. Han begav sig till Polen, och därefter vidare till Wien. 
Enligt vissa uppgifter skall han ha bedrivit spionerier i Stockholm för den danske ministern Juels räkning. von Behn finns representerad vid bland annat Nationalmuseum i Stockholm  och Norrköpings konstmuseum.

## Verk i urval

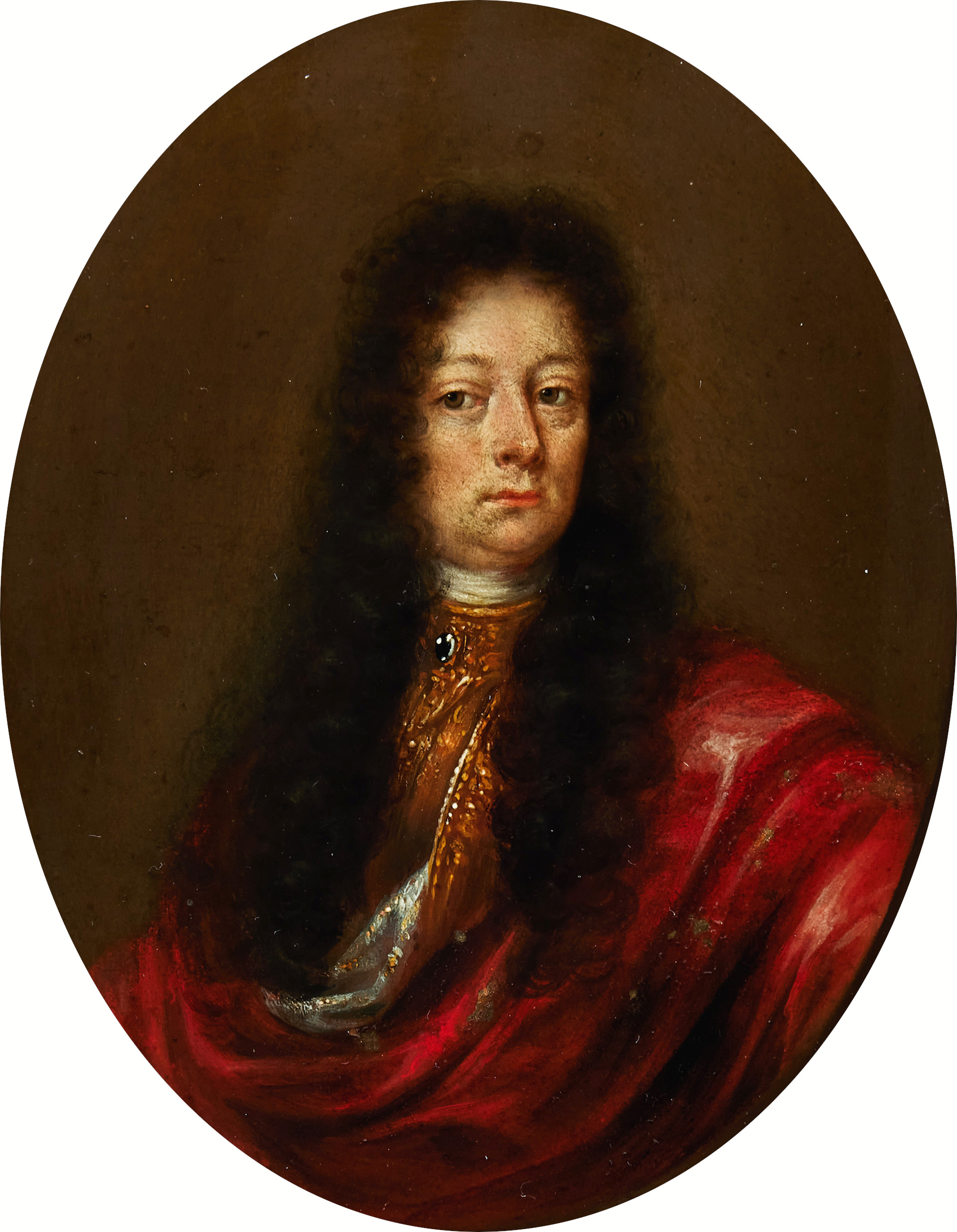
Hovmarskalk Axel Leijonsköld ca 1690.
Vanitas - allegori över livets fåfänglighet (1700) - Nationalmuseum
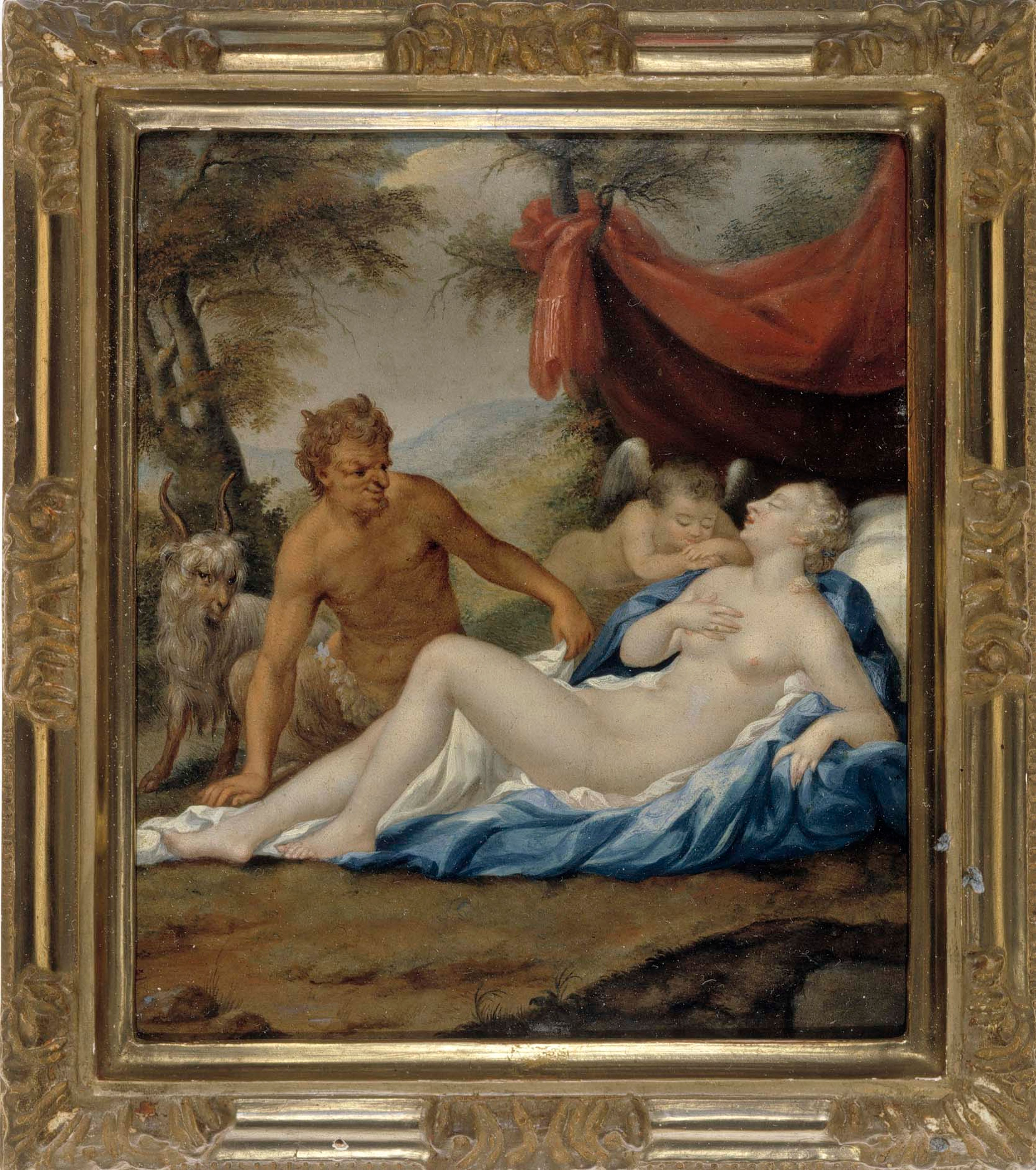
Jupiter och Antiope ca 1700 - Finlands nationalomuseum